# Otto Bayer (Übersetzer)
Otto Bayer (* Dezember 1937 in Aachen; † 8. Dezember 2018 in Tübingen) war ein deutscher Übersetzer.

## Leben
Otto Bayer war Mitglied des Verbandes deutschsprachiger Übersetzer/innen literarischer und wissenschaftlicher Werke. Er war verheiratet mit der Übersetzerin Monika Elwenspoek.

## Werk
Otto Bayer setzte sich energisch für die Anerkennung der Übersetzertätigkeit und die bessere Behandlung der Übersetzer durch die Verlage ein.
Otto Bayer übersetzte Kriminalromane und andere Schriften, u. a. von Irene Dische, Muriel Spark, Dorothy L. Sayers, Patricia Highsmith, Alison Lurie, Brian Moore, Jay McInerney, Swain Wolfe, Ian McEwan, Agatha Christie, Charles Osborne und Edith Hahn Beer.

## Auszeichnung
Otto Bayer erhielt 1980 den Johann-Friedrich-von-Cotta-Literatur- und Übersetzerpreis der Landeshauptstadt Stuttgart für seine Neuübersetzung der kompletten Werke von Dorothy L. Sayers.

## Übersetzungen (Auswahl)
- Dorothy L. Sayers: Fünf falsche Fährten, Wunderlich, 1977, ISBN 978-3-8052-0309-8
- Patricia Highsmith: Elsie’s Lebenslust, Diogenes, 1986, ISBN 978-3-257-01724-3
- Alison Lurie: Affären: Eine transatlantische Liebesgeschichte, Diogenes, 1986, ISBN 978-3-257-01705-2
- Brian Moore: Die Farbe des Blutes, Diogenes, 1989, ISBN 978-3-257-01834-9
- Irene Dische: Fromme Lügen: Sieben Geschichten, Eichborn, 1989, ISBN 978-3-8218-4401-5
- Muriel Spark: Bitte nicht stören, Diogenes, 1990, ISBN 978-3-257-01829-5
- David Cook: Der Zweitbeste Roman, Diogenes, 1994, ISBN 978-3-257-06020-1
- Jay McInerney: Das Haus Savage, Goldmann, 1997, ISBN 978-3-442-30697-8
- Swain Wolfe: Wenn der See den Himmel träumt, Limes, 1998, ISBN 978-3-8090-2434-7
- Ian McEwan: Ein Kind zur Zeit, Diogenes, 1999, ISBN 978-3-257-21929-6
- Agatha Christie, Charles Osborne: Ein unerwarteter Gast, Scherz, 2000, ISBN 978-3-502-10116-1
- Edith Hahn Beer, Susan Dworkin: Ich ging durchs Feuer und brannte nicht : eine außergewöhnliche Lebens- und Liebesgeschichte, Scherz, 2000, ISBN 978-3-502-18287-0
- Agatha Christie: Mord im Orientexpress, Fischer Taschenbuch, 2003, ISBN 978-3-596-90525-6

### Hörspiele (Auswahl)
- 1988: Dorothy L. Sayers: Der Mann mit den Kupferfingern – Regie: Jürgen Dluzniewski (Kriminalhörspiel – NDR)
- 1990: Patricia Highsmith: Operation Balsam – Bearbeitung und Regie: Hermann Naber (Hörspielbearbeitung – SWF/NDR)
- 1992: Patricia Highsmith: Crimetime: Ripley Under Water (2 Teile) – Bearbeitung und Regie: Norbert Schaeffer (Hörspielbearbeitung, Kriminalhörspiel – HR/SWF/NDR)
- 1992: Irene Dische: Eine Jüdin für Charles Allen (gemeinsam mit Monika Elwenspoek) – Bearbeitung und Regie: Irene Schuck (Hörspielbearbeitung – SWF)
- 1995: Irene Dische: Fromme Lügen (gemeinsam mit Monika Elwenspoek) – Bearbeitung und Regie: Irene Schuck (Hörspielbearbeitung – MDR)
  - Auszeichnung: Hörspiel des Monats Juli 1995
- 2002: Dorothy L. Sayers: Krimi-Sommer mit Lord Peter: Die Weinprobe – Regie: Klaus Zippel (Hörspielbearbeitung, Kriminalhörspiel – MDR/SFB/ORB)
- 2002: Dorothy L. Sayers: Krimi-Sommer mit Lord Peter: Das Spukhaus im Merriman’s End – Regie: Klaus Zippel (Hörspielbearbeitung, Kriminalhörspiel – MDR/SWR/ORB/SFB)
- 2002: Dorothy L. Sayers: Krimi-Sommer mit Lord Peter: Der Pfirsichdieb – Regie: Klaus Zippel (Hörspielbearbeitung, Kriminalhörspiel – MDR/SFB/ORB)

Quelle: ARD-Hörspieldatenbank